# Коэн, Стив
Стивен «Стив» Ира Коэн (род. 24 мая 1949, Мемфис, Теннесси, США; англ. Stephen 'Steve' Ira Cohen) — американский политик и юрист. С 2007 года является членом Палаты представителей США от девятого избирательного округа Теннесси. Член Демократической партии. Сопредседатель Комиссии Конгресса США по безопасности и сотрудничеству в Европе (Хельсинкской комиссии).

## Биография
Стивен Ира Коэн родился 24 мая 1949 года в городе Мемфис, штат Теннесси, в семье Женевьевы (англ. Genevieve) и педиатра Морриса Дэвида Коэна (англ. Morris David Cohen). Мемфисец в четвёртом поколении. Дед Коэна — один из основателей газетного киоска World News в Мемфисе. Потомок еврейских иммигрантов из Литвы. Коэн заболел полиомиелитом, когда ему было пять лет, и болезнь заставила его переключить внимание со спорта на политику. Когда Коэну было 11 лет, Джон Фицджералд Кеннеди, который на тот момент был кандидатом на пост президента США, проводил предвыборную кампанию в Мемфисе, и Коэн сфотографировал Кеннеди. Коэн описывает Кеннеди как своего «политического героя»; фотография до сих пор висит в офисе Коэна.
Коэн окончил Вандербильтский университет в 1971 году со степенью бакалавра гуманитарных наук. В Вандербильте он был членом отделения Альфа-Гамма студенческого объединения Зета Бета Тау. В 1973 году окончил юридический факультет Мемфисского университета со степенью доктора юридических наук. Не женат.
После окончания учёбы работал юридическим консультантом в полицейском департамента Мемфиса, параллельно занимая пост вице-президента Конституционной Конвенции Теннесси. Спонсировал законодательство о гражданских правах. С 1978 по 1980 года работал комиссаром округа Шелби, Теннесси. С 1982 по 2006 год являлся членом Сената штата Теннесси. С 4 января 2007 года — член палаты представителей США.

## Награды
1988: Save Shelby Farms Award
1991: Community Mental Retardation Agencies of Tennessee Legislator of the Year Award
1995: Lorin Hollander Arts Award
2012: Defender of Children (рус. Защитник Детей)
2014: Outstanding Legislator Award (рус. Премия «Выдающийся Законодатель»)